# Agathomerus sellatus
Agathomerus sellatus is een keversoort uit de familie halstandhaantjes (Megalopodidae). De wetenschappelijke naam van de soort werd in 1823 gepubliceerd door Ernst Friedrich Germar.